# Tuchín
Tuchín est une municipalité située dans le département de Córdoba, en Colombie. Ancien corregimiento de San Andrés de Sotavento, Tuchín est élevée au rang de municipalité en 2008.